# جراح‌ماهی‌سانان
جراح‌ماهی‌سانان (به لاتین: Acanthuriformes) یک راسته از ماهیان پرتوباله است که بخشی از تبارشاخه سوف‌ریخت‌تباران است. برخی از مقامات ماهی‌ها را به ترتیب در Acanthuriformes در زیرراسته‌های Acanthuroidea و Percoidea از راسته سوف‌سانان قرار می‌دهند.